# Scoparia indistinctalis
Scoparia indistinctalis là một loài bướm đêm trong họ Crambidae.